# Барри, Роберт
Роберт Барри (англ. Barry Robert; род. 9 марта 1936, Нью-Йорк) — американский художник, один из заметных представителей концептуального искусства.

## Творчество
Художник сделал заметный вклад в развитие концептуального искусства 1960-х. Профессиональный живописец, он отказался от живописи сначала в пользу инсталляций с тонкой проволокой, а затем и вовсе ушёл от репрезентативности, представляя в своих шоу радиоволны, сверхзвуковые частоты, микроволны и радиацию. Произведения Барии того времени можно рассматривать как попытку уничтожить грань между искусством материальным и окружающей средой. Его серия «Инертный газ» выглядела следующим образом: он выпускал два кубических фута гелия в небо над пустошью Мохаве и фотографировал невидимый результат, что могло служить метафорой растворения искусства в бесконечной жизни. В то время философская провокация публики была привычной тактикой Барри. Когда готовилась выставка 1969 года в Лондоне, Барри прислал её организатору указание напечатать спецификацию к артефакту следующего характера: «Здесь находится нечто, очень близкое в пространстве и времени, но пока что мне неизвестное». Читатель этого текста, включенного впоследствии в провокационную выставку «Жизнь в твоей голове», не мог не отметить интерес Барри к тому, что он сам определил как «вещи неосязаемые и неизмеряемые». В описании своего телепатическое произведения («Telepathic Piece»), художник заявил: «На протяжении выставки я попытаюсь телепатически коммуницировать произведение искусства, природа которого — серия мыслей, которые не пригодны для слов и образов» (During the exhibition I will try to communicate telepathically a work of art, the nature of which is a series of thoughts that are not applicable to language or image). В том же 1969 году Барри оповестил, что вернисаж, намеченный в Амстердаме, будет состоять в том, что служащие, закрыв дверь галереи, повесят на неё табличку «На выставку вход закрыт». Подразумевалось, что часть публики поймёт, что закрытая галерея и выставка суть одно и то же. В 1970-х Барри начал работать со словами: он опубликовал несколько проектов и сделал ряд работ, в которых слова проецировались на стены, размещались на холсте, полу, стекле, зеркале. Эти слова неожиданно вступали в контакт со зрителем, чья ментальная реакция была частью произведения.